# Лунар орбітер — 4
Лунар орбітер — 4 (англ. Lunar Orbiter 4) — автоматична міжпланетна станція НАСА, штучний супутник Місяця, запущений в рамках програми «Лунар орбітер» з метою скласти карту всієї видимої поверхні Місяця і деяких районів зворотного боку. На відміну від попередніх трьох місій перед «Лунар орбітер — 4» не стояло завдання пошуку можливих місць посадки «Аполлонів».

## Конструкція апарата
Конструкція Лунар орбітер — 4 ідентична «Лунар обітер — 1» з незначними модифікаціями. Електроживлення забезпечувалося 4 панелями сонячних батарей і нікель-кадмієвим акумулятором.
Апарат мав на борту установку з двома камерами, одна високої, інша середньої роздільної здатності. Радіомаяк встановлений на зонді допомагав уточнювати орбіту апарата і відповідно вплив гравітаційного поля Місяця. Лунар орбітер-4 був також обладнаний детекторами метеорних частинок і сцинтиляційними лічильниками, що дозволяють відповідно вивчити метеорну і радіаційну обстановку в міжпланетному і місячному просторі.

## Політ
«Лунар орбітер-4» був запущений 4 травня 1967 року о 22:25 UTC ракетою-носієм Атлас-Аджена D з пускового майданчика LC-13. Зробивши в польоті одноразово корекцію траєкторії апарат вийшов 8 травня на полярну селеноцентричну орбіту. З 11 по 26 травня тривав сеанс фотографування, який довелося припинити через відмови в системі переробки плівки. До 1 червня були передані останні зняті знімки.
Надалі апарат було вирішено використовувати для вивчення гравітаційного поля Місяця. Він був переведений на нижчу орбіту. 24 липня з апаратом був втрачений зв'язок, імовірно не пізніше 31 жовтня апарат впав на місячну поверхню десь між 22 і 30 градусами західної довготи.

## Результати
Були отримані 163 пари знімків місячної поверхні, знімками було охоплено 99 % поверхні Місяця. Це дозволило продовжити координатну сітку, прийняту для видимої сторони Місяця, на зворотний бік.

## Фотогалерея

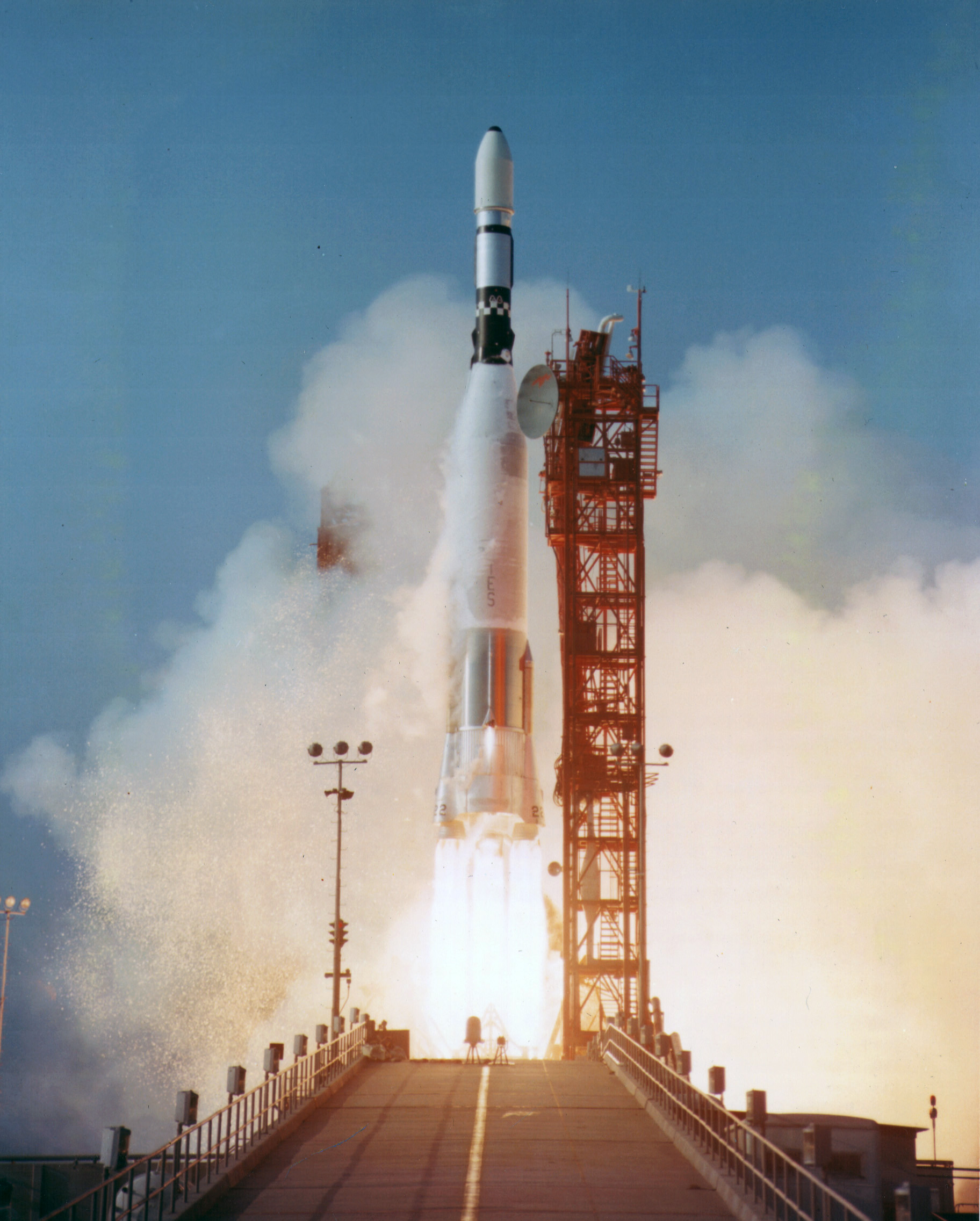
Запуск ракети «Атлас» з «Лунар орбітер — 4» на борту
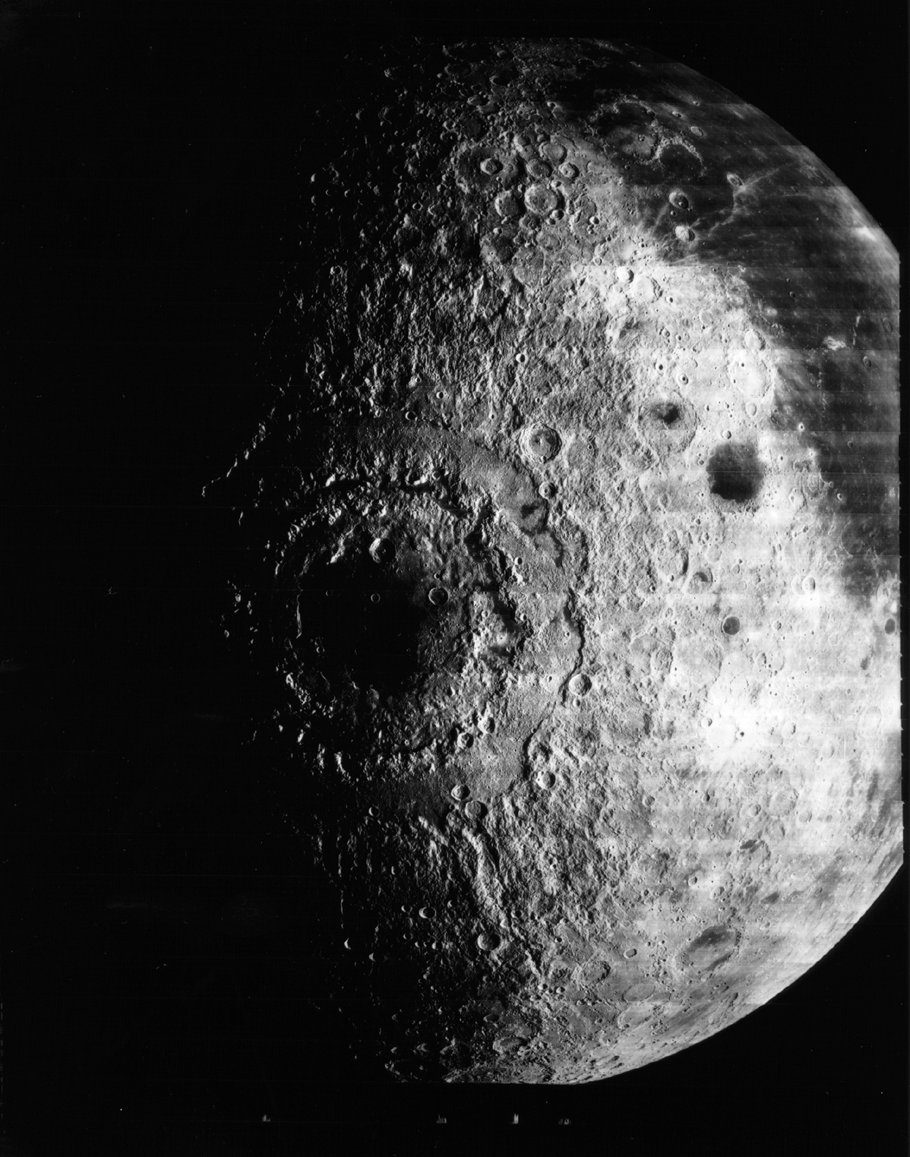
Фотографія Східного Моря, зроблена КА «Лунар орбітер — 4», 1967